# Sozialistische Volksrepublik Albanien
Die Sozialistische Volksrepublik Albanien (albanisch Republika Popullore Socialiste e Shqipërisë, kurz RPSSh) war ein Staat in Südosteuropa, Vorgängerstaat der heutigen Republik Albanien, der in dieser Form von 1944 bis 1990 existierte. Bis zur Verfassungsänderung von 1976 lautete der offizielle Name lediglich Volksrepublik Albanien (Republika Popullore e Shqipërisë).
Nach ihrer Gründung am 24. Mai 1944 und nach dem Abzug der Wehrmacht am 29. November 1944 landesweit etabliert, war sie bis 1990 eine realsozialistische Einparteiendiktatur unter Führung der Partei der Arbeit Albaniens (PAA), die sich zum Marxismus-Leninismus bekannte und eine sehr an Josef Stalin angelehnte Politik vertrat. Die Sozialistische Volksrepublik Albanien verstand sich als Diktatur des Proletariats, die die Interessen der Arbeiterklasse vertrat und verteidigte. Nach dem Fall des Eisernen Vorhangs wurde die PAA in Sozialistische Partei Albaniens (Partia Socialiste e Shqipërisë) umbenannt und stellte als eine der beiden größten Parteien mehrfach den Ministerpräsidenten.

## Geschichte
Die Nationale Befreiungsbewegung (LNÇ) befreite am 29. November 1944 Albanien von der Wehrmacht und beendete damit praktisch den Zweiten Weltkrieg im eigenen Land. Der im Mai gegründete, antifaschistische Nationale Befreiungsrat bildete für die nächsten zwei Jahre die provisorische Landesregierung. Sie wie auch die LNÇ wurden von der Kommunistischen Partei Albaniens (später in Partei der Arbeit Albaniens umbenannt) und ihrem ersten Parteisekretär, Enver Hoxha, dominiert, der zum Ministerpräsidenten Albaniens ernannt wurde.
Von Beginn an war das Regime der LNÇ eine unverkleidete stalinistische Diktatur. Nachdem sie die nationalistische Partisanenbewegung Balli Kombëtar ausgeschaltet und viele weitere Oppositionellen mit oder ohne Schauprozess zu mehrjährigen bis lebenslangen Gefängnisstrafen verurteilt, exekutiert oder zur Flucht gezwungen hatte, konsolidierte die LNÇ immer mehr ihre Macht. Nahezu alle Verbindungen in die nicht-realsozialistische Welt wurden abgebrochen.
Koçi Xoxe, der spätere Vizepräsident und Innenminister, leitete die Planung und Durchführung der unzähligen Exekutionen Tausender oppositioneller Politiker, Clan-Führer und Mitglieder früherer albanischer Regierungen unter dem Vorwand, sie alle wären „Kriegsverbrecher“. Auch Tausende ihrer Familienmitglieder wurden für Jahre ins Gefängnis oder in Arbeitslager gebracht.
Die Festigung der Kontrolle der Kommunisten rief auch eine gebietsmäßige Verlagerung der politischen Macht in Albanien hervor. Während vorher vor allem die nordalbanischen Gegen die Regierungen stellten, waren es nach dem Krieg meist südalbanische Tosken. Die Mehrheit der kommunistischen Anführer waren mittelständische Tosken und die Partei rekrutierte die meisten ihrer Anhänger aus den von Tosken bewohnten Regionen Albaniens.
Am 2. Dezember 1945 wählten die Albaner eine verfassungsgebende Volksversammlung. Zur Wahl standen jedoch nur Kandidaten aus der Demokratischen Front (der früheren Nationalen Befreiungsbewegung). Mit Propaganda und terroristischen Taktiken gewannen die Kommunisten schließlich mit angeblich 93 Prozent der abgegebenen Stimmen. Die Wahlbeteiligung lag bei 92 Prozent.
Die Sozialistische Volksrepublik Albanien war Gründungsmitglied des Warschauer Paktes und gehörte ab 1949 zu den RGW-Staaten Osteuropas, wodurch sie Teil des sogenannten Ostblocks war. Diese Zusammenarbeit endete aber 1961, und 1968, im Jahr der sowjetischen Intervention in der Tschechoslowakei, verließ man auch den Warschauer Pakt. Durch das 1967 etablierte Religionsverbot wurde Albanien zum ersten und bisher einzigen offiziellen atheistischen Staat der Welt. 
Im ganzen Land erinnern noch Tausende von Bunkern und Hunderte Denkmäler, sogenannte Lapidare, an die sozialistische Epoche.
Die Hauptstadt der albanischen Volksrepublik war Tirana. Die Zentralverwaltungswirtschaft wurde durch Fünfjahrespläne geregelt.

## Liste der politischen Führer
Generalsekretäre der Partei der Arbeit Albaniens:
- Enver Hoxha (1944–1985)
- Ramiz Alia (1985–1991)

Vorsitzende des Präsidiums der Nationalversammlung:
- Omer Nishani (1946–1953)
- Haxhi Lleshi (1953–1982)
- Ramiz Alia (1982–1991)

Ministerpräsidenten:
- Enver Hoxha (1945–1954)
- Mehmet Shehu (1954–1981)
- Adil Çarçani (1982–1991)